# World Atlas of Language Structures
Der World Atlas of Language Structures (WALS) oder auch Weltatlas der Sprachstrukturen ist ein Projekt des Max-Planck-Instituts für evolutionäre Anthropologie in Leipzig und der Max Planck Digital Library, das die phonologischen, wortsemantischen und grammatischen Erkenntnisse zu 2676 Sprachen in einer Datenbank zusammenfasst. Somit können Beziehungen zwischen der Ausprägung sprachlicher Variablen großflächig untersucht werden.
Das Untersuchungsergebnis ist sowohl als WALS Online im Internet frei verfügbar als auch als Buch erschienen.

## Details
Ein Team von 55 Autoren unter der Leitung von Bernard Comrie, David Gil und Martin Haspelmath (alle zu der Zeit am Max-Planck-Institut für evolutionäre Anthropologie) und Matthew Dryer (University at Buffalo) wertete anhand von 6800 Quellen über 2600 sowohl verwandte als auch nichtverwandte Sprachen aus, um deren Ähnlichkeitsstrukturen zu analysieren.
Untersuchungsparameter waren dabei unter anderem:
- Anzahl der Konsonanten
- Vorhandensein seltener Laute
- Unterscheidung von Tönen
- Genus-Kategorien
- Pluralbildung
- Anzahl der Kasus
- Zukunfts- und Vergangenheitsformen am Verb
- Imperativ
- Wortstellung
- Passivkonstruktionen
- Zahlwörter
- Farbadjektive
- Schriftsysteme

Das Ergebnis des Projekts ist sowohl als WALS Online im Internet gratis nutzbar als auch als Buch bei der Oxford University Press erschienen.
Der WALS soll nicht nur Linguisten, sondern auch anderen Interessierten einen Einblick in die strukturelle Vielfalt der Sprachen der Welt bieten. Auf Grund teilweise nicht ausreichender sprachwissenschaftlicher Erforschung konnte nur etwa die Hälfte der weltweit ca. 7000 gesprochenen Sprachen behandelt werden. Die publizierten Sprachen werden allerdings gleichberechtigt und unabhängig von ihrer Verbreitung analysiert.
Die Strukturanalyse wird von 141 Bildkarten visuell unterstützt, die jeweils zwischen 120 und 1370 Sprachen zeigen. Insgesamt umfasst die WALS-Datenbank über 58.000 Datenpunkte.